# 17279 Jeniferevans
17279 Jeniferevans este un asteroid din centura principală de asteroizi.

## Descriere
17279 Jeniferevans este un asteroid din centura principală de asteroizi. A fost descoperit pe 6 iunie 2000 la Stația Anderson Mesa în cadrul programului LONEOS. Asteroidul prezintă o orbită caracterizată de o semiaxă mare de 2,59 ua, o excentricitate de 0,19 și o înclinație de 13,2° în raport cu ecliptica.